# Hitomi Katsuyama
Hitomi Katsuyama (japanisch 勝山 眸美 Katsuyama Hitomi; * 21. Mai 1994) ist eine japanische Hammerwerferin.

## Sportliche Laufbahn
Erste internationale Erfahrungen sammelte Hitomi Katsuyama bei den Juniorenasienmeisterschaften 2012 in Colombo, bei denen sie mit 49,34 m den vierten Platz belegte. 2017 gewann sie bei den Asienmeisterschaften in Bhubaneswar mit 60,22 m die Bronzemedaille, wie auch bei den Asienspielen 2018 in Jakarta mit 62,95 m hinter den beiden Chinesinnen Luo Na und Wang Zheng. Bei den Asienmeisterschaften 2019 in Doha belegte sie mit einer Weite von 59,70 m den fünften Platz.
2017 und 2018 wurde Katsuyama japanische Meisterin im Hammerwurf. Sie ist Absolventin für Leibeserziehung an der Universität Tsukuba. 